# Adolphe de Calassanti-Motylinski
Gustave-Adolphe de Calassanti-Motylinski (Mascara, 15 febbraio 1854 – Costantina, 3 marzo 1907) è stato un orientalista francese.

## Biografia
Dopo avere completato gli studi classici, abbracciò la carriera di interprete militare. Nel 1882, quando la Francia ebbe occupato anche la regione dello Mzab, venne inviato al "Bureau arabe" di Ghardaïa dove ebbe modo di familiarizzarsi con le opere religiose degli ibaditi di quella regione di cui comprese l'importanza e la ricchezza. Decise quindi di dedicarsi al lavoro scientifico, approfondendo sia la conoscenza dei testi religiosi ibaditi sia lo studio dei dialetti berberi, in particolare quelli delle regioni popolate da ibaditi (Mzab, Gebel Nefusa, Gerba). 
Nel 1905, padre Charles de Foucauld, che nel suo eremo dell'Ahaggar aveva cominciato a studiare la lingua berbera dei Tuareg ma non si sentiva in grado di svolgere un simile compito, richiese la sua collaborazione per portare avanti questi studi. Motylinski effettuò quindi quello che doveva essere solo un primo viaggio nel Sahara, durato quasi tutto l'anno 1906, da cui riportò una grande mole di materiale: più di 6000 righe di testi tuareg sugli argomenti più svariati, un dizionario e un abbozzo di grammatica. Poco dopo il suo ritorno a Costantina, forse debilitato dalle fatiche del viaggio, si ammalò di tifo e morì nel giro di pochi giorni. Le opere sui dialetti tuareg da lui iniziate vennero pubblicate postume. Dopodiché Ch. de Foucauld dovette riprendere da solo lo studio del tuareg, insistendo peraltro a pubblicare i risultati del suo lavoro o come anonimi o sotto il nome dell'amico scomparso.
La morte prematura impedì anche che portasse a compimento la pubblicazione di un'opera di grande importanza sia per gli studi sull'ibadismo sia per quelli sulla lingua berbera: la cosiddetta Mudawwana di Abu Ghanem, scoperta da Francis Rebillet (1848-1923) alla fine dell'Ottocento, di cui poté solo comunicare una rapida notizia con alcuni estratti in un Congresso di Orientalisti del 1905.
In sua memoria, le autorità francesi dedicarono al suo nome Fort Motylinski [22°40'N, 5°55'E], il forte che essi costruirono, tra il 1908 e il 1909 a Tarhaouhaout, non lontano da Tamanrasset, estremo avamposto francese nel Sahara.

### Mzab e studi ibaditi
- "Bibliographie du Mzab, les livres de la secte abadhite", Bulletin de correspondance africaine, 1885, T. III, 62 p.
- Moḥammad ibn Chattin ibn Solauman,  Notes historiques sur le Mzab. Guerara depuis sa fondation (trad. de A. de C.-M.), Alger, A. Jourdan, 1885 (testo online, dal sito gallica.bnf.fr)
- "L' 'Aqida des Abadhites", in Recueil de Mémoires et de textes publié en l'honneur du XIVe Congrès des Orientalistes, Alger 1905, p. 505-545. (testo online dal sito archive.org)
- "Le manuscrit arabo-berbère de Zouagha découvert par M. Rebillet; notice sommaire et extraits", Actes 14e Congrès des Orientalistes (Alger 1905), t. 2, Paris 1907: 69-78. (testo pdf online - dal sito gallica.bnf.fr)
- "Chronique d'Ibn Ṣaghir sur les imams Rostemides de Tahert", Actes 14e Congrès des Orientalistes (Alger 1905), vol. III/2, pp. 3-132.

### Gebel Nefusa
- Le Djebel Nefousa (Ir'asra d Ibridn di drar n Infousen). Relation en temazir't du Djebel Nefousa composée par Brahim ou Sliman Chemmakhi; texte publié par A. de C. Motylinski, Alger, Jourdan, 1885 (testo in trascrizione araba)
- Le Djebel Nefousa, Paris, Leroux, 1898 ("Bulletin de correspondance africaine" 22)  (testo in trascrizione latina, grammatica e lessico) (testo pdf online - dal sito gallica.bnf.fr)

### Djerba
- "Chanson en dialecte berbère de Djerba", Bulletin de correspondance africaine 1885, fasc. 5-6, pp. 461-464
- "Dialogues et textes en berbère de Djerba", Journal asiatique novembre-décembre 1897, pp. 377-401
- "Expédition de Pedro de Navarre et de Garcia de Tolède contre Djerba (1510) d'après les sources abadhites", Actes XIV C. Or. 1905, vol. III/2, pp. 133-159

### Ghadames, tuareg
- "Note sur la mission dans le Souf pour y étudier le dialecte berbère de R'adamès", Journal Asiatique 1903, II, pp. 157-162
- Le dialecte berbère de R'édamès, Paris, E. Leroux, 1904 (testo pdf online - dal sito gallica.bnf.fr)
- Grammaire, dialogues et dictionnaire touaregs [publ. par René Basset; revus et complétés par le P. de Foucauld], Alger, P. Fontana, 1908 (testo pdf online - dal sito gallica.bnf.fr)

### Altro
- Moḥammad Aḥmad al Mahdī Sayyid ʿAbdallah, Proclamation du Mahdi du Soudan [trad. par A. de C. Motylinski], Alger, P. Fontana, 1885
- "Itinéraires entre Tripoli et l'Égypte: extraits des relations de voyage d'El Abderi, El Aiachi, Moulay Ah'med et El Ourtilani",   Bulletin de la Société de géographie d'Alger, 2e trimestre 1900, 74 p. + carte  testo pdf online-sito gallica.bnf.fr, su gallica.bnf.fr.
 Itinéraires entre Tripoli et l'Égypte : extraits des relations de voyage d'El Abderi, El Aiachi, Moulay Ah'med et El Ourtilani / par A. de C. Motylinski,... Calassanti-Motylinski, Adolphe de (1854-1907). Auteur du texte, su gallica.bnf.fr. URL consultato il 12 marzo 2021.
- Moḥammad al Moqrī, Les Mansions lunaires des Arabes, texte arabe, traduit et annoté par A. de C. Motylinski, Alger, P. Fontana, 1899